# 会社物語 MEMORIES OF YOU
『会社物語 MEMORIES OF YOU』（かいしゃものがたり メモリーズ オブ ユー）は、1988年11月26日に公開された日本映画。市川準監督。ハナ肇主演。

## 概要
この映画でハナ肇は、ブルーリボン賞主演男優賞、毎日映画コンクール男優主演賞を受賞、日本アカデミー賞優秀主演男優賞のノミネートを受けた。また、ハナ肇とクレージーキャッツのメンバー7人が全員出演した最後のクレージー映画である。
バンド仲間と居酒屋で打ち上げ後、千鳥足で「今の日本は俺たちが作ったんだぞー」と叫ぶ植木等の姿が、昭和末期での定年間際のサラリーマンと、芸能界でのクレージーキャッツの功績を重ね合わせている。
撮影には銀座の大倉商事ビルが使用されている。

## ストーリー
花岡始は57歳で、定年を間近に控えた普通のサラリーマンである。始は退職前に昔のバンド仲間と共にジャズコンサートを企画する。

## キャスト[1]
- 花岡始 - ハナ肇
- 西山由里 - 西山由美
- 上木原等 - 植木等
- 谷山啓 - 谷啓
- 犬山弘 - 犬塚弘
- 安井伸 - 安田伸
- 桜田千里 - 桜井センリ
- 石橋二郎 - 石橋エータロー
- 小林常務 - 伊東四朗
- セールスマン - イッセー尾形
- 早川一夫 - 四禮正明
- 野口部長 - すまけい
- タレント - ジャイアント馬場
- 松村友視 - 村松友視
- 花岡玉枝 - 鈴木理江子
- 花岡祐一 - 山脇義晴
- 花岡道子 - 村田香織
- 木村治子 - 木野花
- 由里の母 - 馬渕晴子
- 上木原の妻 - 羽田美智子
- マニラ駐在員山本 - 山川浩一
- 東京商事の社員たち - 小川菜摘、天久美智子、広岡由里子、桂三木助、
笹野高史、石丸謙二郎、岩松了
- 役員たち - 近藤宏、堺左千夫
- 柴田部長 - 宮部昭夫
- 福本 - 石井洋祐
- 岡山 - 酒井敏也
- 常務の秘書 - 筒井真理子
- 専務の娘 - 余貴美子
- 初老社員 - 上田忠好
- 警備員 - 奥村公延
- 掃除のおじちゃん - 小林重四郎

## スタッフ
- 監督：市川準
- 製作：坂本敏夫
- プロデューサー：中澤敏明
- 脚本：鈴木聡、市川準
- 撮影：小野進
- 音楽：板倉文
- 美術：菊川芳江
- 編集：富宅理一
- 録音：熊谷良兵衛
- 照明：小中健二郎
- スクリプター：上枚祐
- 助監督：米山紳

## 受賞歴
- 文化庁優秀映画作品賞
- 第3回高崎映画祭特別賞
- 第31回ブルーリボン賞主演男優賞（ハナ肇）
- 第43回毎日映画コンクール男優主演賞（ハナ肇）
- 第12回日本アカデミー賞優秀主演男優賞（ハナ肇）[2]